# Saint-Remy-le-Petit

Saint-Remy-le-Petit este o comună în departamentul Ardennes din nordul Franței. În 1 ianuarie 2022 avea o populație de 55 de locuitori.